# 顆粒凸尾介
顆粒凸尾介（学名：Caudites granulosa）为粗面介科凸尾介屬下的一个种。